# Малиничі
Мали́ничі — село в Україні, у Розсошанській сільській громаді Хмельницького району Хмельницької області. Населення становить 995 осіб. До 2020 орган місцевого самоврядування — Малиницька сільська рада.

## Історія
9 листопада 1557 року король Сигізмунд II Август дозволив Станіславу Черменському заснувати містечко Малиничі «на корені», подарував тому містечку магдебурзьке право та звільнив міщан від міського податку — «шосу» на 20 років.
Згадане в податковому реєстрі 1565 року як містечко ??? (Malinicze), тоді воно було у власності Потоцького, з міста ????сплачено міського податку 2 гривні. 
Наступну згадку зустрічаємо у праці дослідника Юхима Сіцінського «Приходы и церкви Подольской епархии». За його словами клімат був сприятливий, ґрунт — чорноземний, родючий. Село розташоване на двох пагорбах, між яких протікає річка Самець. Міститься також інформація про колишній дерев'яний храм, від якого ніяких слідів не залишилося. Інша дерев'яна церква імені Іоанна Богослова була збудована на кошти прихожан і поміщиці Білявської з матеріалу католицької каплиці у Солобківцях. Відомо, що у 1884 році була відкрита церковно — приходська школа, де викладав священик.
Село належало поміщику Болеславу Маковецькому — учаснику Другого польського повстання та активного діяча польської громади. На згадку залишився склеп у формі хреста та пам'ятник «Малиницька мадонна» на місці загибелі родички Світлани.Відомо, що автором саду був знаменитий Діонісій Макклер, якому, до слова, належить оформлення інших садиб, наприклад у сусідніх Водичках, Чорному острові та інш.
У часи революції 1905—1907 років селяни виступили за переділ землі під проводом Мандзія Терентія.
Радянську владу люди зустріли з ілюзіями справедливості. Так у 1929—1930 роках була створена артіль під керівництвом Карпа Баца, згодом Болдова Івана - шахтаря з Донецька   Цілі сім'ї селян-одноосібників як "неблагонадійних" були виселені в Пермську область (Росія), Черкаську та Вінницьку (Україна). Під репресії потрапив вчитель місцевої школи Кирницький Микола Пилипович, 1909 року народження. Арештований 01.01.1933 року, звинувачений у контрреволюційній діяльності, 25.09.1933 справу було припинено, з-під варти звільнено. Близько 36 осіб потрапили у жорна репресій. Більшість - селяни-одноосібники, малограмотні.  
У радянсько—фінській війні загинули: Андрусишин Василь Іванович (1917—1939 рр) [1; с. 83], Вітер Юхим Іванович (1908—9 лютого 1940 рр.) [1; с. 358], Дацков Михайло Федорович (1911—21 січня 1940 р.), похований у селі Перк'яркві, Фінляндія [1; с. 492], Мороз Михайло Федорович (1906—19 лютого 1940 рр.). 
8 липня 1941 року село Малиничі було окуповане загарбниками. В селі окупаційним режимом було створений так званий загальний двір. Комендантом був призначений Яцюк Сергій, а старостою Юзвак Григорій. 125 жителів села було відправлено на каторжні роботи в Німеччину. Село було «визволене» у ході Проскурівсько — Чернівецької операції 25 березня 1944 року.

## Населення

### Мова
Розподіл населення за рідною мовою за даними перепису 2001 року:
| Мова       | Відсоток |
| ---------- | -------- |
| українська | 97,19%   |
| російська  | 2,41%    |

## Особи, пов'язані з поселенням
- Степанчук Семен Степанович (1922—2003). Народився 22 квітня в родині колишнього червоноармійця в селі Жилинці Хмельницької області. У 1941 році став на оборону рідного краю. У лавах Червоної армії був одним із найкращих кулеметників про що свідчать значні нагороди і звання сержанта. У 1962 році приступив за кермо місцевого колективного господарства ім. Димитрова. За невеликий період часу збудував для села Малиничі велику лазню, численні фермерські споруди, шосейну дорогу, будинок культури та Малиницьку школу. У 1973 році у зв'язку із передчасною смертю дружини покидає село, передавши кермо Вельському В. А. У 2003 році село дізналось про смерть Семена Степановича та зі скорботою перенесло втрату.
- Грох Антон Якович (1882—1962) — народний людський та ветеринарний лікар. Народився в селі Малиничі в родині чоботаря. Знання лікаря формувалися під впливом тодішніх знахарів і цілителів. Ще з дитинства у нього з'явилась любов до лікарських рослин та схильність до лікування. Антон Якович досконало знав латинь, незважаючи  на його незначну освіту. До глибокої старості продовжував лікувати людей від численних хвороб.
- Грох Іван Антонович (нар. 1929) — ветеринарний лікар. Народився 27 січня 1929 року. Важкі роки припали на долю Івана Антоновича: роки війни, сталінських репресій. Під час війни брав участь у партизанських загонах.
- Настуньчин Петро Степанович (1935—1999) — художник, фотограф, кінорежисер (знімає фільм про рідне село), журналіст, винахідник (належить патент винаходу водяного охолодження до автомобіля «Запорожець»).
- Червінський Віталій Людвігович — учасник відомої команди КВН на теренах України «Наш Формат».

## Галерея

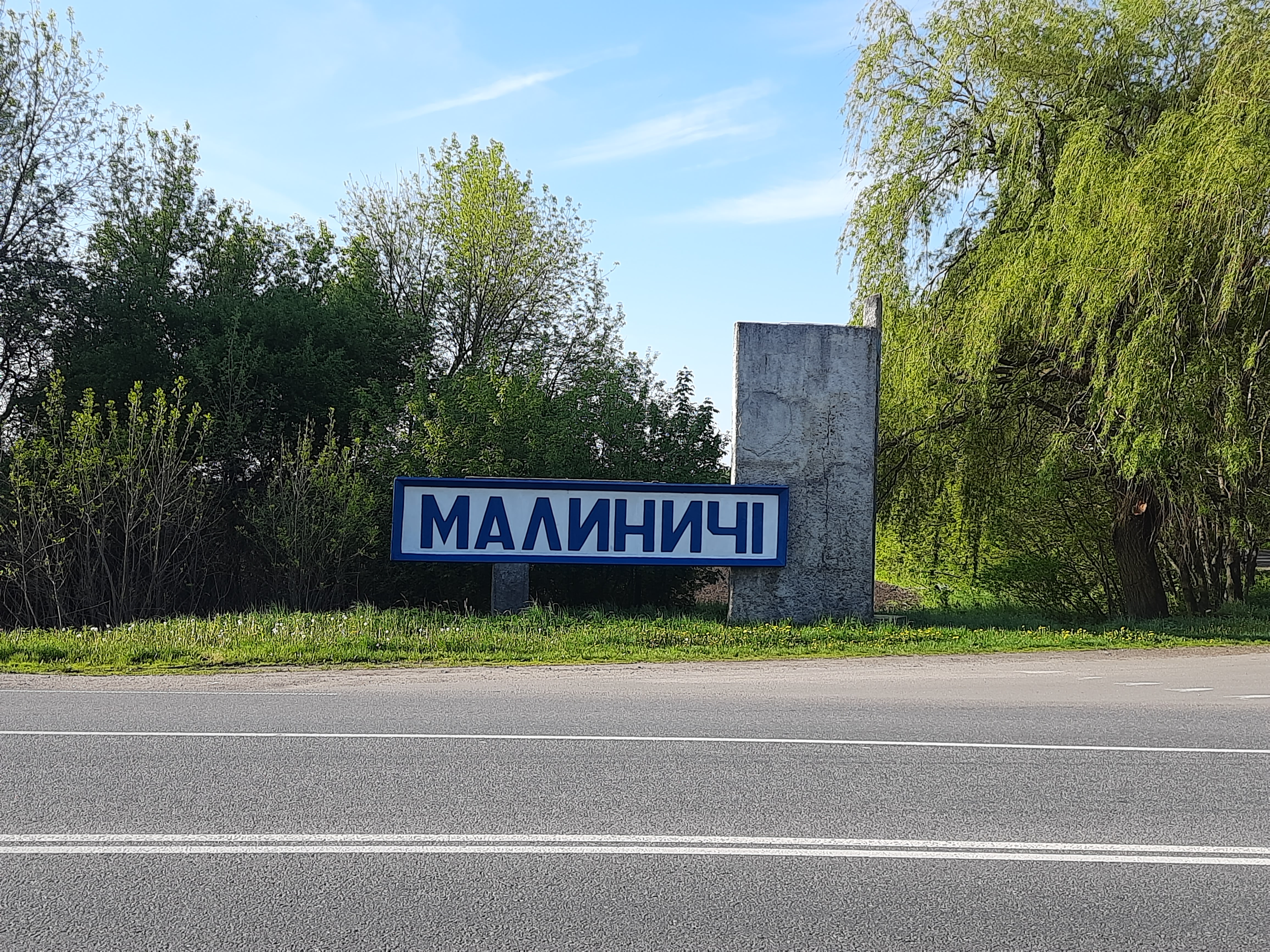
Знак при в'їзді в село
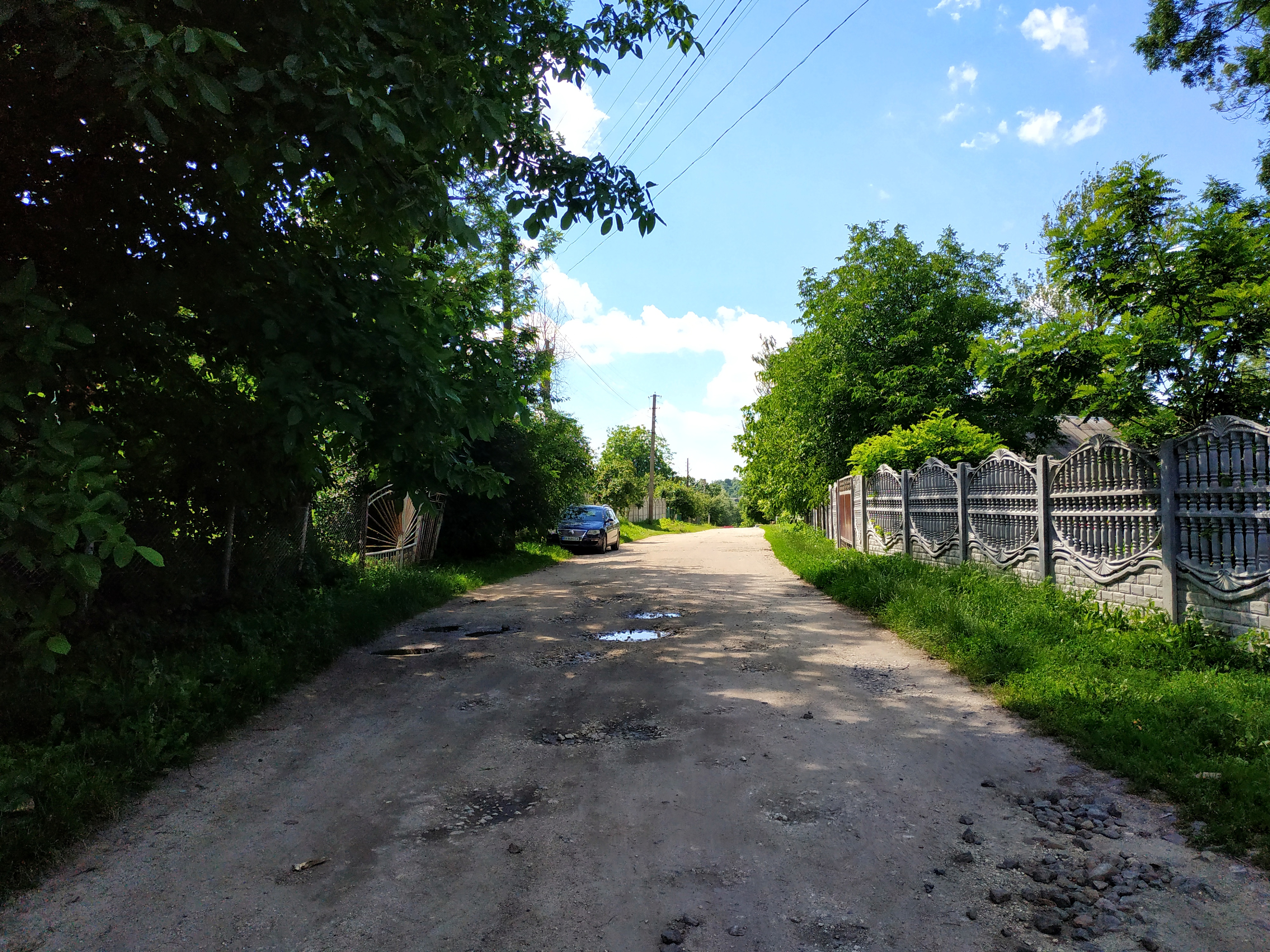
вул. Каденюка
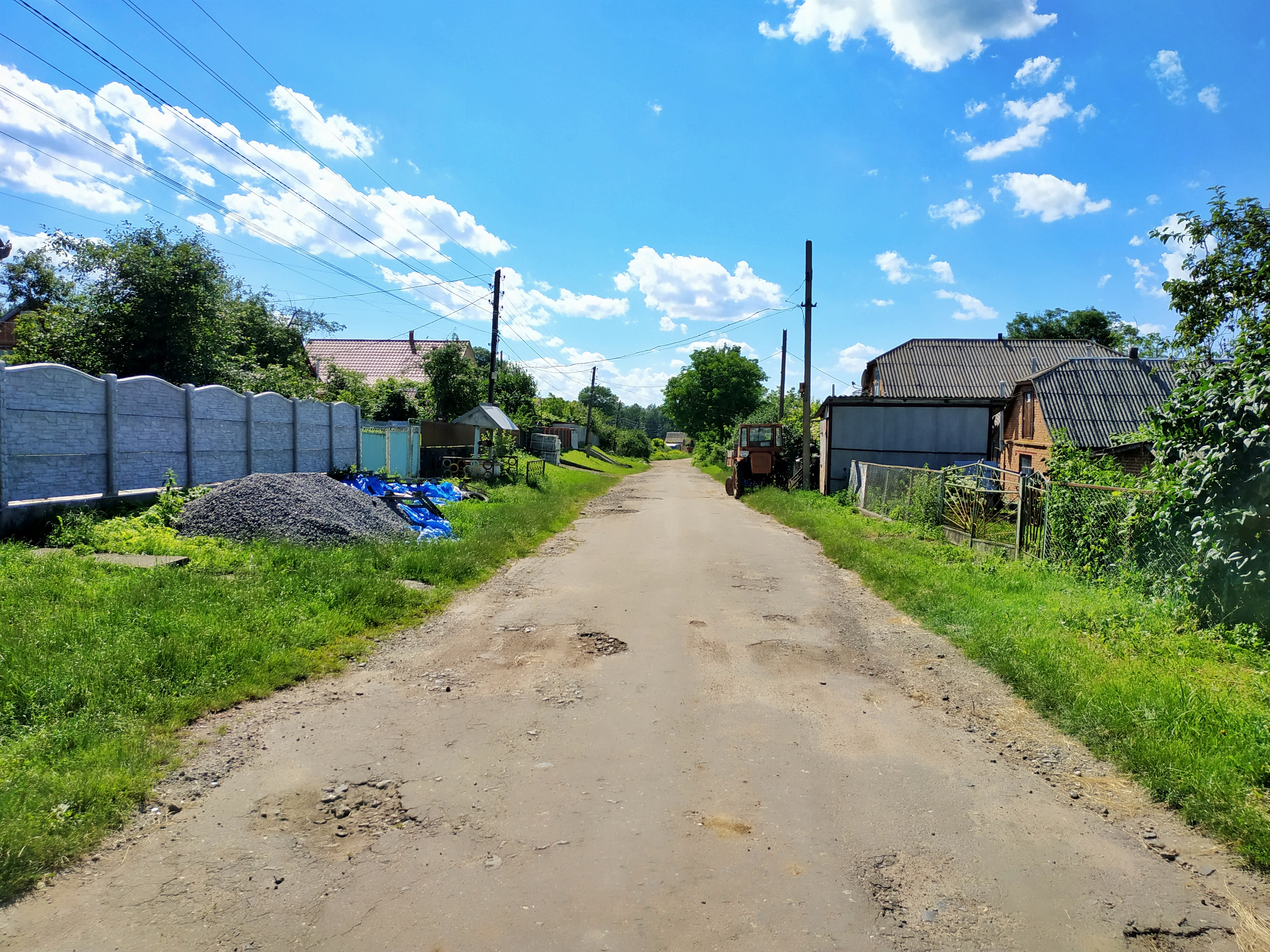
вул. Комарова
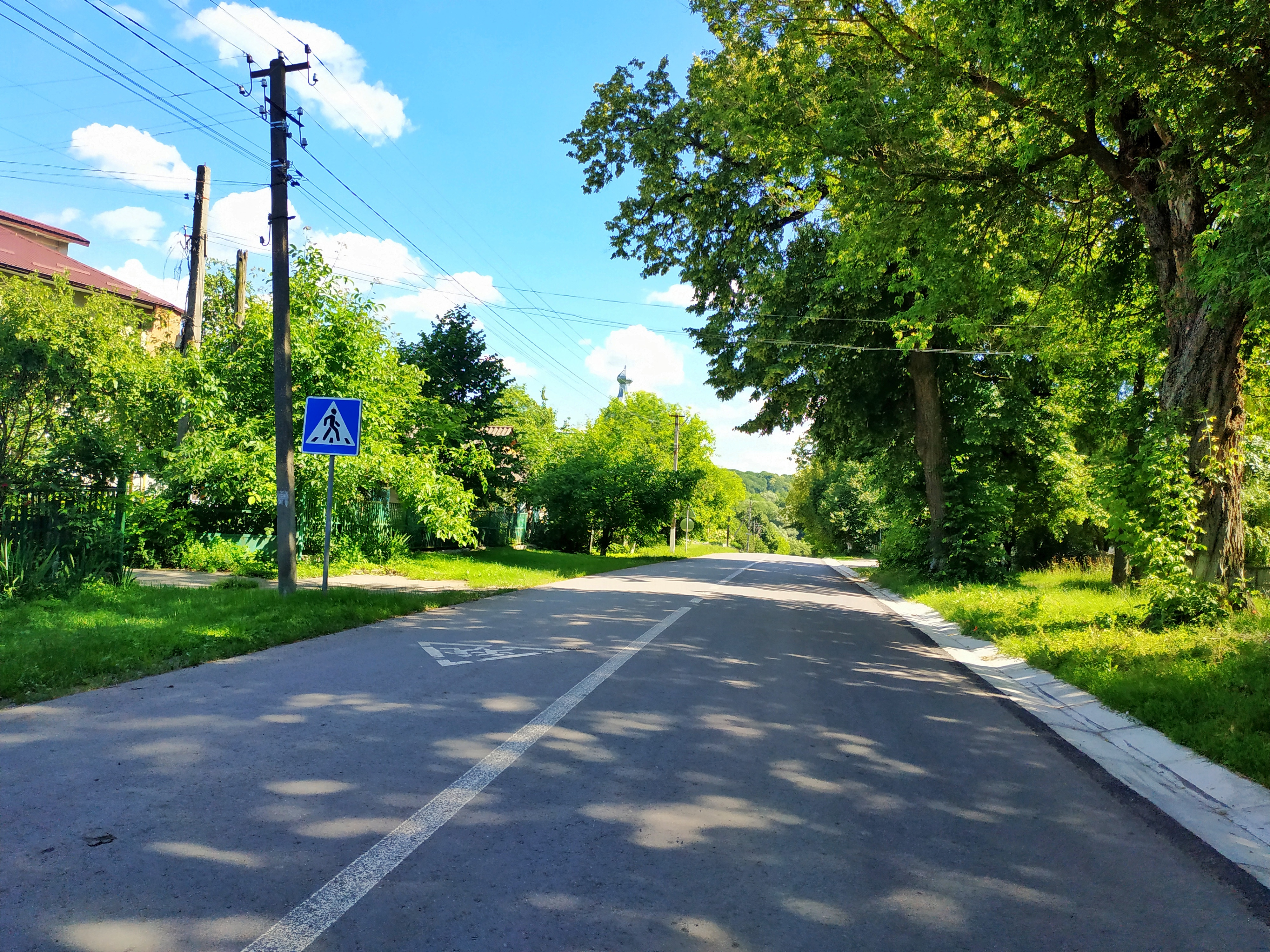
вул. Центральна
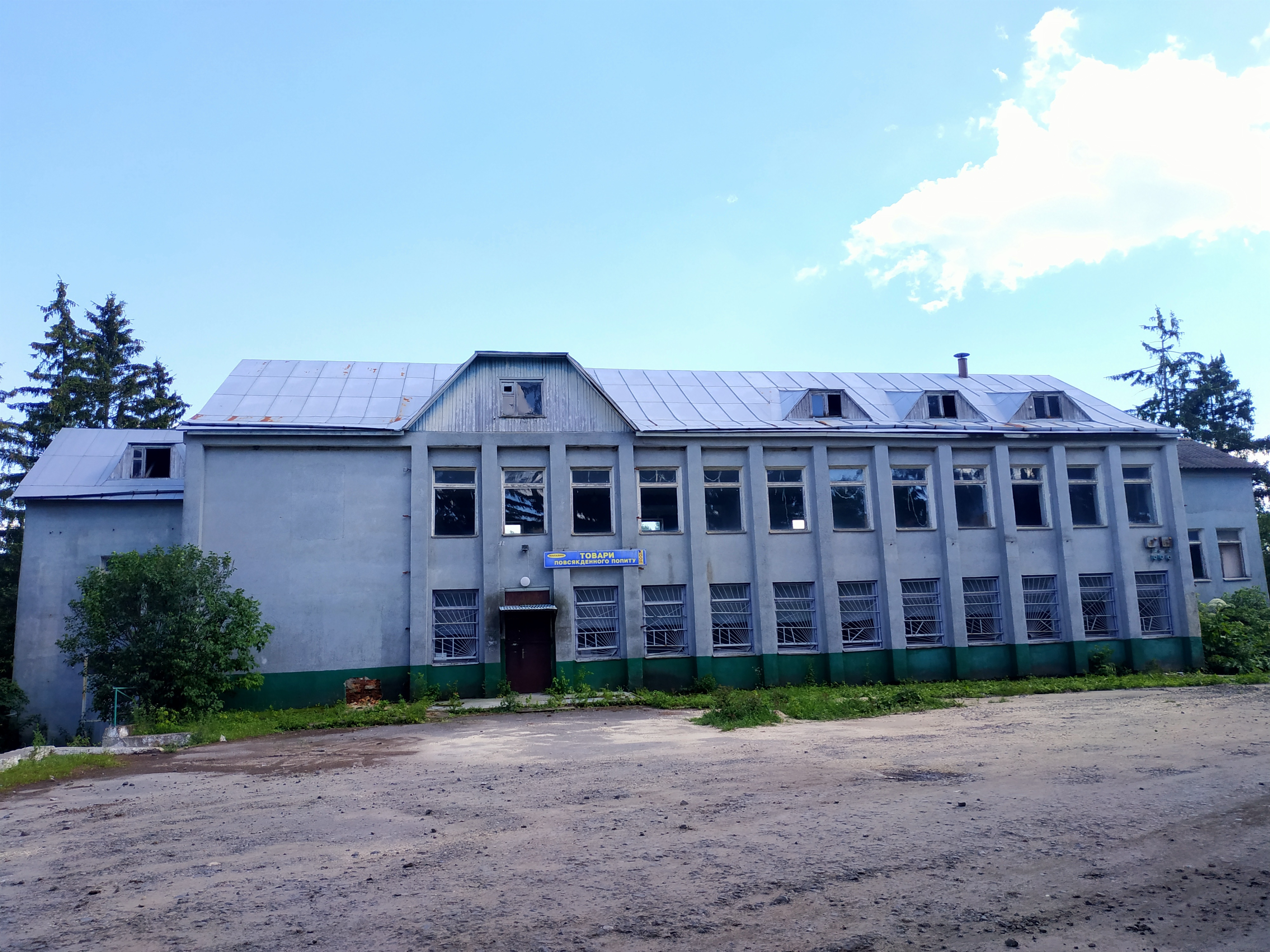
Будівля в центрі Малиничів
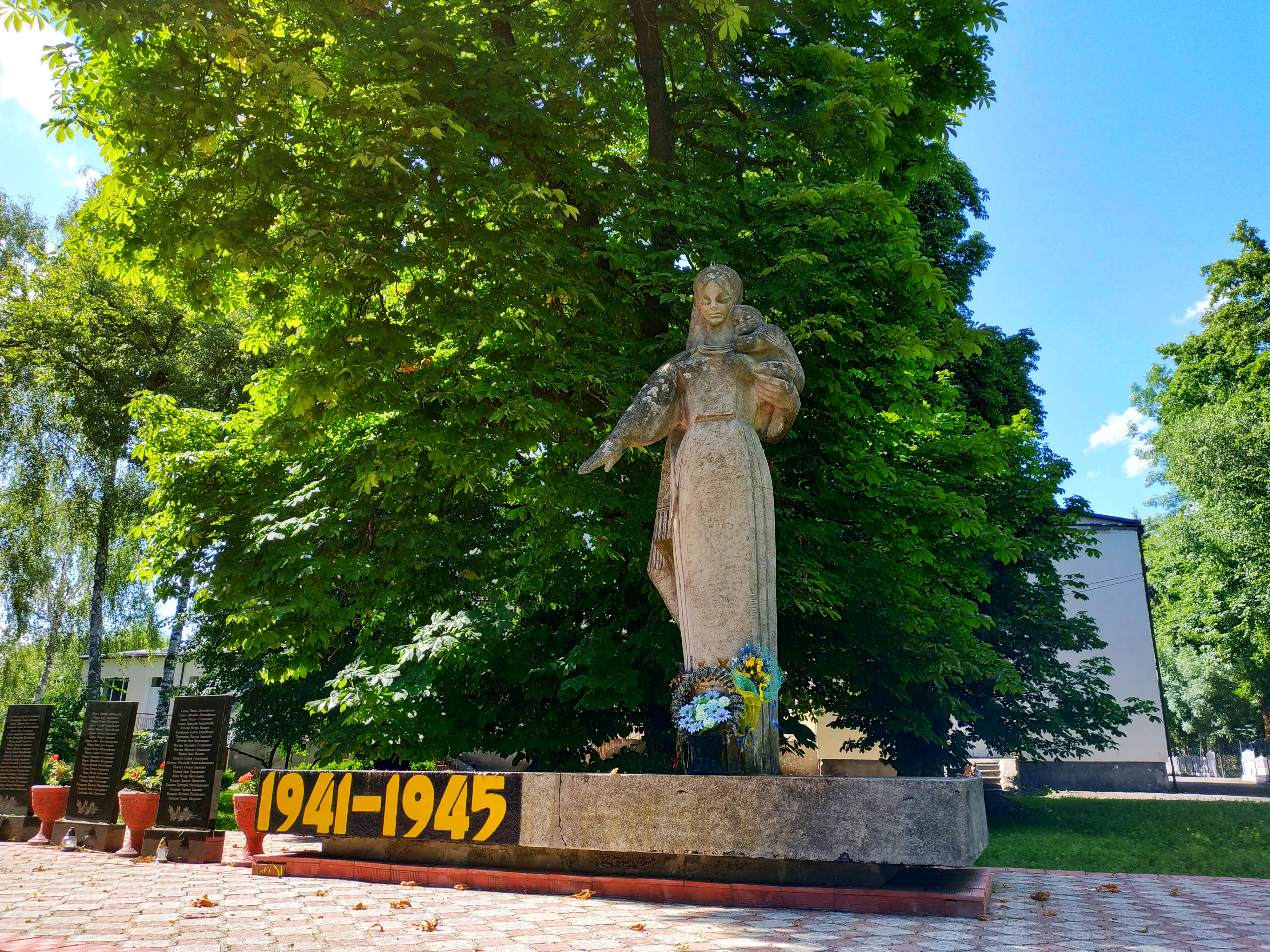
Меморіал на честь воїнів - односельчан
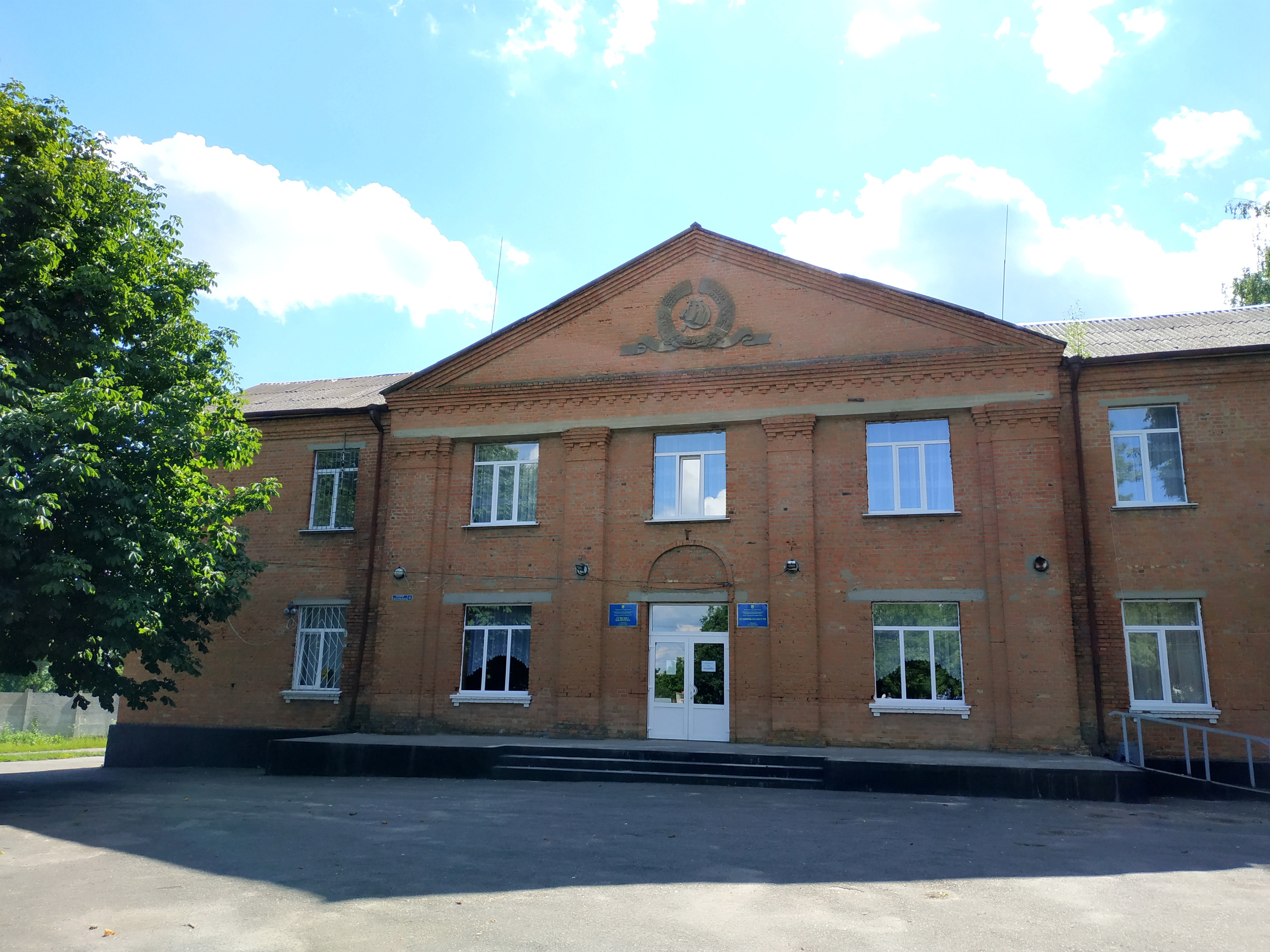
Сільський будинок культури
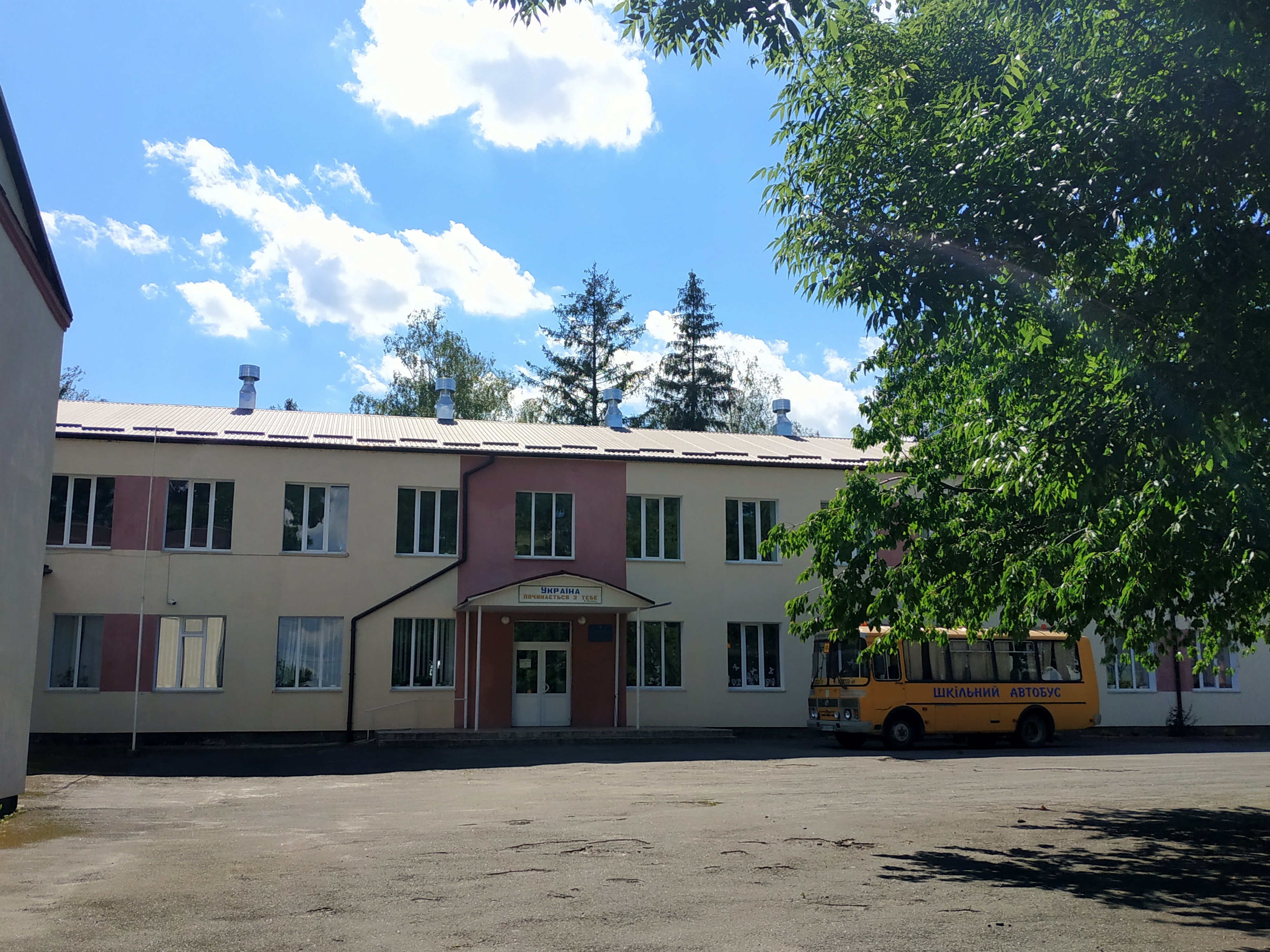
Школа в Малиничах
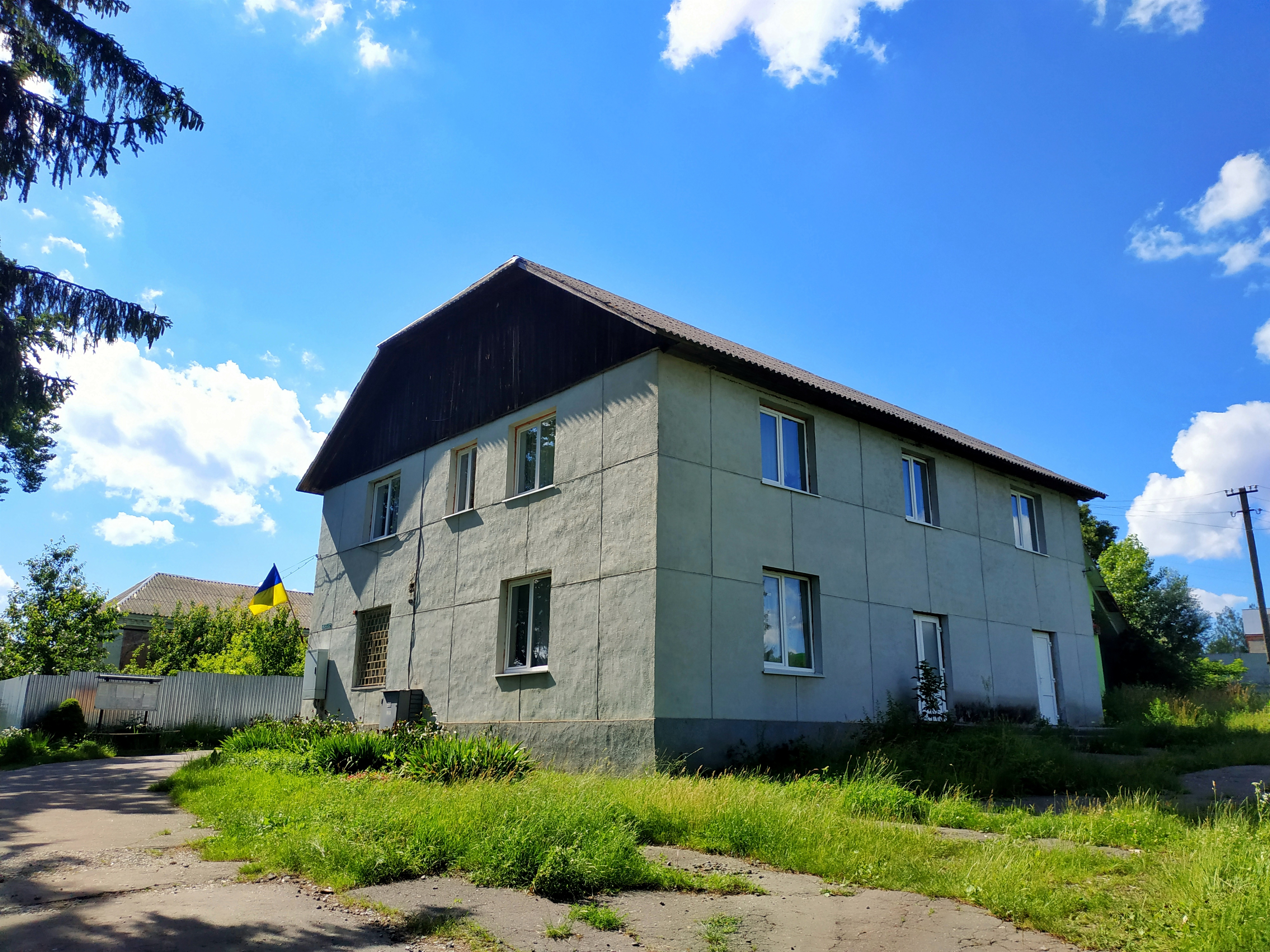
Приміщення сільської ради
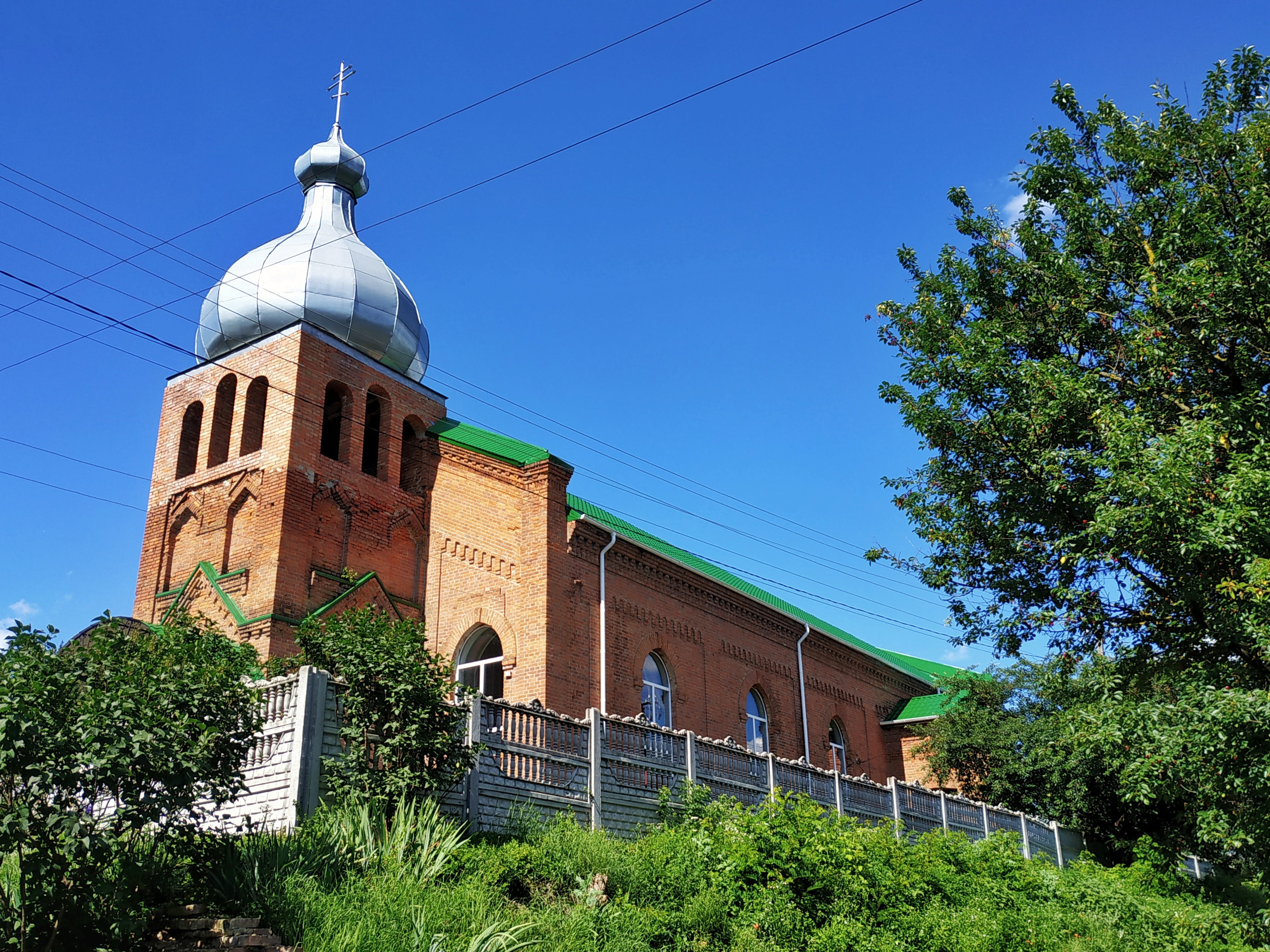
Церква Івана Богослова
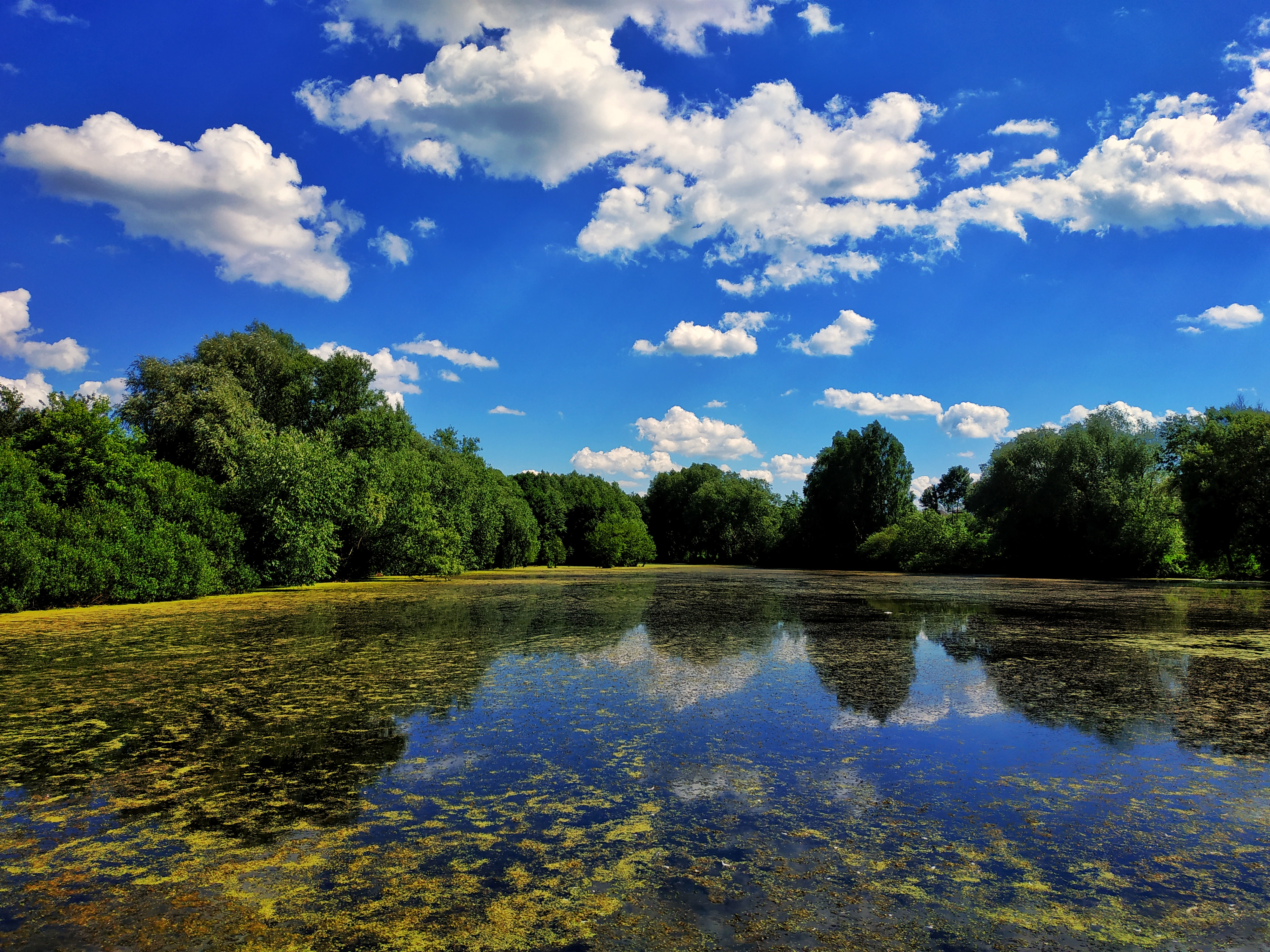
Невелике озеро в Малиничах
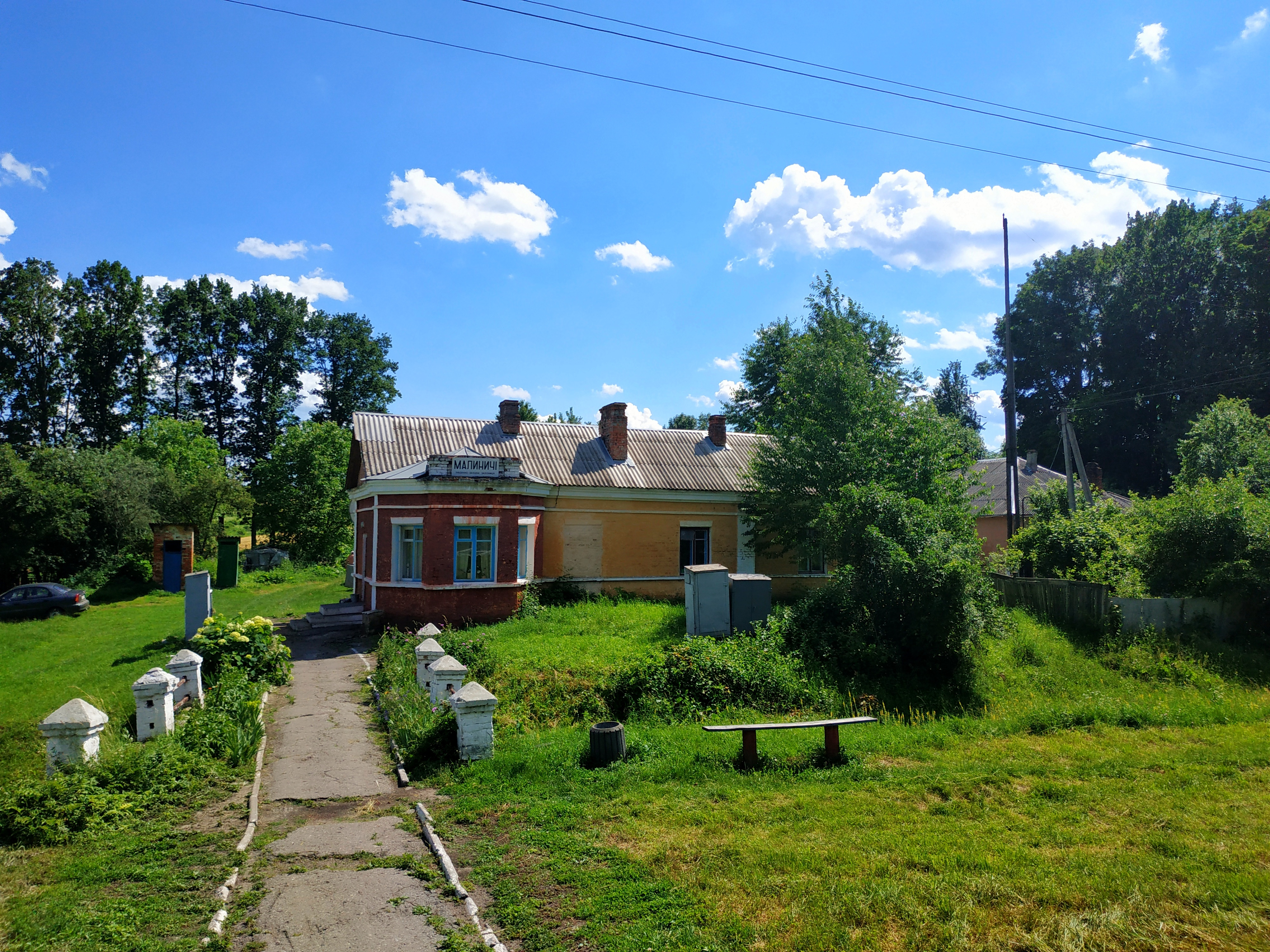
Будівля на роз'їзді Малиничі
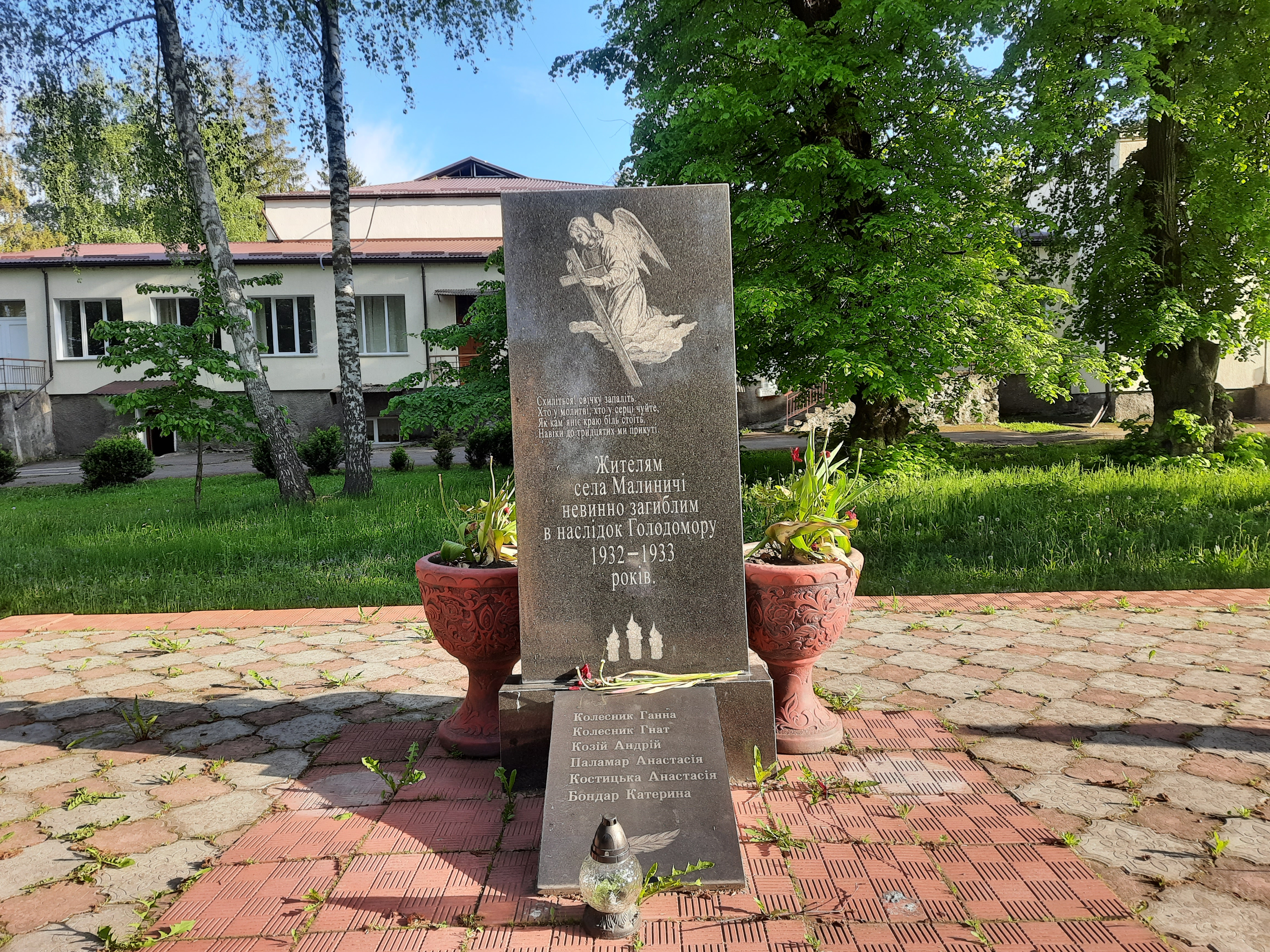
Пам'ятний знак жертвам голодомору
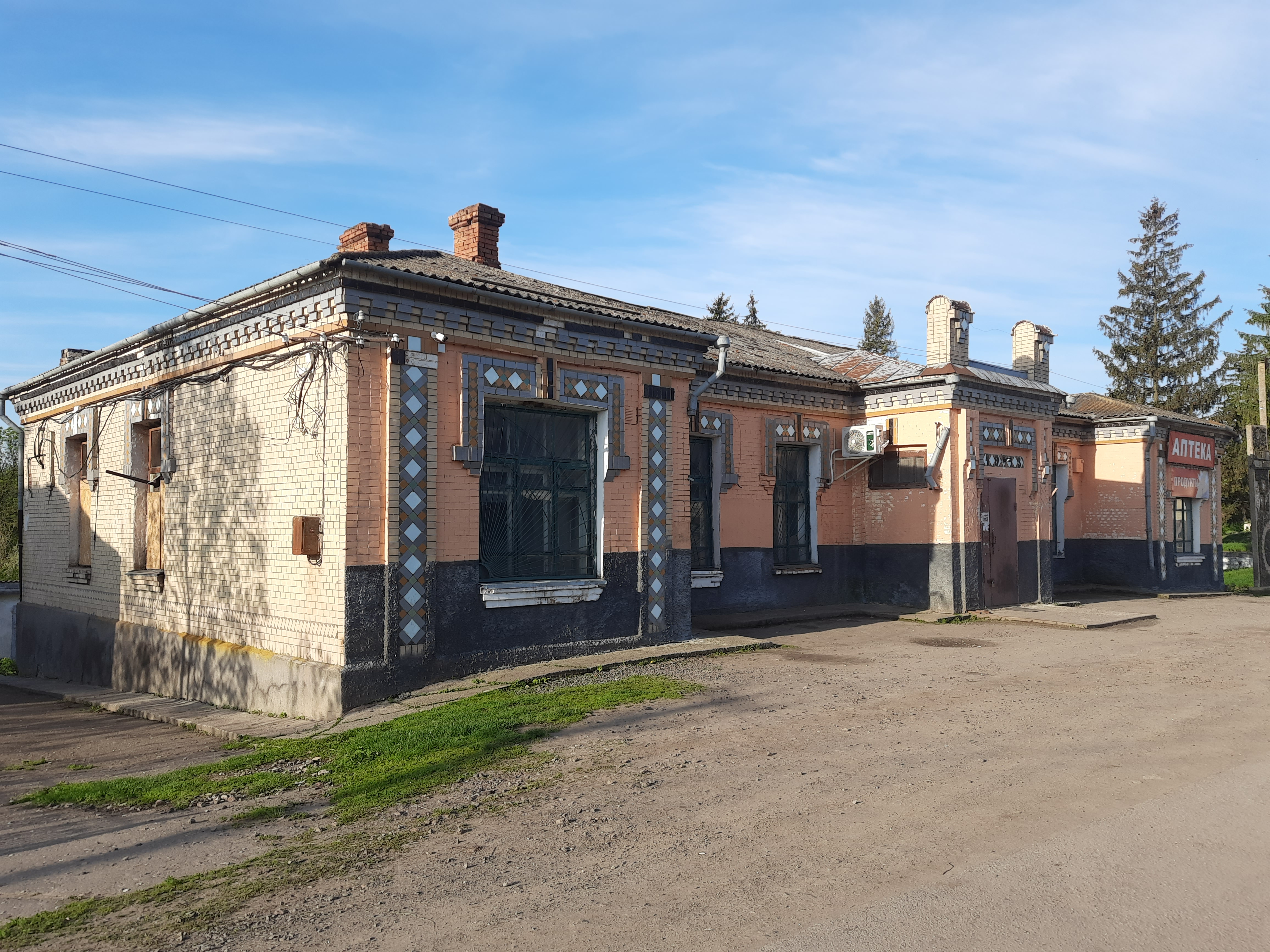
Аптека
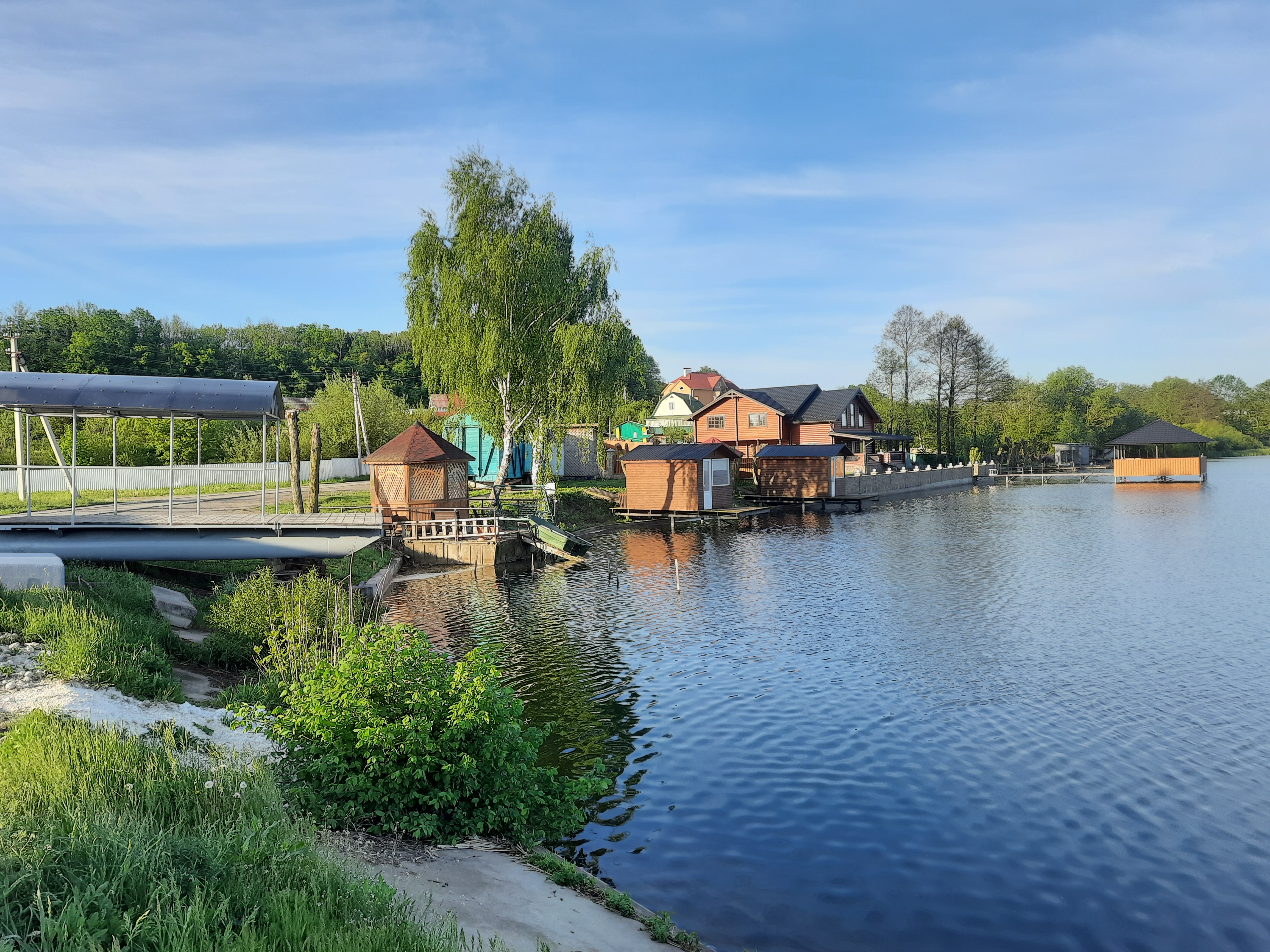
Набережна ставка